# ژاله‌پوش چنگالدار
ژاله‌پوش چنگالدار (نام علمی: Drosera binata)، که معمولاً به‌عنوان ژاله‌پوش برگ‌چنگالی شناخته می‌شود. این ژاله‌پوش بزرگ و چندساله بومی استرالیا و نیوزلند است. لقب خاص لاتین برای «جفت داشتن» است، اشاره‌ای به برگ‌ها، که به‌طور دوگانه تقسیم یا دو شاخه شده‌اند.
این گیاه مانند همه ژاله‌پوش‌ها گوشت‌خوار است. از نظر داشتن برگ‌های باریک و منشعب در بین ژاله‌پوش‌ها بی‌نظیر است. این تنها گونه ژاله‌پوش در زیرسرده Phycopsis است.
ژاله‌پوش چنگالدار به‌طور طبیعی در استرالیا، عمدتاً در مناطق ساحلی از جزیره فریزر در کوئینزلند، به‌سمت جنوب از طریق نیو ساوت ولز و ویکتوریا تا تاسمانی و گوشه جنوب‌شرقی استرالیای جنوبی می‌روید. گستره این گونه تا نیوزلند گسترش می‌یابد، جایی که در ارتفاعات ۱۰۰۰ متری رایج است و در جزایر شمالی و جنوبی، جزیره استوارت راکیورا و دورتر در چاتمز یافت می‌شود. برخی از جمعیت‌ها در زمستان به‌خواب می‌روند، در حالی که برخی دیگر واقعاً گرمسیری هستند.

## آرایه‌شناسی و تاریخ گیاه‌شناسی
گیاهانی شبیه به نوع نمونه، که معمولاً به آن «تی شکل» گفته می‌شود، برای اولین بار در سال ۱۷۹۲ توسط اکتشاف فرانسوی در سواحل جنوبی استرالیا به رهبری برونی (d'Entrecasteaux) جمع‌آوری شد. طبیعت‌شناس حاضر در آن سفر، ژاک لابیلاردییر (Jacques Labillardière)، اولین بار ژاله‌پوش چنگالدار را در انتشارات خود در سال ۱۸۰۴ در مورد فلور استرالیا، (Novae Hollandiae Plantarum Sacimen) توصیف کرد. نماد تی که به دلیل دوشاخه تک‌برگ آن که به شکل T گسترش می‌یابد نامیده می‌شود، گیاهی قوی از مناطق معتدل است که می‌تواند تا ۳۰ سانتی‌متر رشد کند و دارای شاخ و برگ سبز است که با افزایش سن قرمزتر می‌شود. این شکل از نظر ژنتیکی پایدار توصیف شده‌است.
دومین شکل مشاهده شده که معمولاً به عنوان جوره دیکوتوما، شبیه به فرم T است، اما شاخ و برگ زردتر است و برگ معمولاً به چهار نقطه برگ انتهایی تقسیم می‌شود، اگرچه شناخته شده‌است که تا هشت نقطه برگ ایجاد می‌کند. این اولین بار به‌طور معتبر در سال ۱۸۱۹ در یک جلد از کتاب دانشنامه ریس (Rees's Cyclopædia) توسط جیمز ادوارد اسمیت به‌عنوان ژاله‌پوش چنگکی (D. dichotoma) بر اساس توصیف ژوزف بنکس و دنیل سولندر توصیف شد. با این حال، این نام از آن زمان به مترادف با ژاله‌پوش چنگالدار کاهش یافته‌است. این شکل ریخت‌شناسی برای اولین بار توسط جی‌ای مازریماس (J. A. Mazrimas) در سال ۱۹۷۶ به‌عنوان «جوره چنگکی» در یک جلد از خبرنامه گیاهان گوشت‌خوار منتشر شد، اما انتشار آن نام بر اساس قوانین کد بین‌المللی نامگذاری گیاه‌شناسی نامعتبر بود. حتی اگر این نام معتبر نیست، هنوز به‌طور گسترده در کشت برای اشاره به این شکل ژاله‌پوش چنگالدار استفاده می‌شود. این یکی از بسیاری از گیاهانی بود که چارلز داروین در تحقیقات خود در مورد گیاهان گوشت‌خوار برای کتاب گیاهان حشره‌خوار خود در سال ۱۸۷۵ استفاده کرد.
شکل سوم توصیف شده که اغلب ژاله‌پوش چنگالدار شکل (F) چندقسمت (multifida) نامیده می‌شود، دارای تقسیمات برگ حتی بیشتر است و چندین بار منشعب می‌شود تا از هشت تا ۱۶ یا حتی ۳۰ نقطه برگ انتهایی تولید کند. این نیز توسط جی‌ای مازریماس در همان جلد ۱۹۷۶ خبرنامه گیاهان گوشت‌خوار به‌عنوان جوره چندقسمت با اشاره به توصیف یک ژاله‌پوش چنگالدار ۲۷ نقطه‌ای توسط جورج اشلی یافت و در جلد ۱۹۷۵ در خبرنامه گیاهان گوشت‌خوار منتشر شد. هیچ‌یک از این نام‌ها به‌طور معتبر منتشر نشدند، اما باز هم در بین پرورش‌دهندگان گیاهان گوشت‌خوار مورد استفاده قرار می‌گیرند. فرم نهایی، که به دلیل تولید تا ۴۰ نقطه برگ انتهایی شناخته شده‌است، غالباً شکل بیشینه (f. extrema) نامیده می‌شود، نام دیگری که هرگز به‌طور معتبر منتشر نشده‌است، اما همچنان در حال استفاده است.
دو رقم ژاله‌پوش چنگالدار نامگذاری شده‌است. ژاله‌پوش غول (Drosera 'Giant') شکل مخصوصاً بزرگی از نوع جوره چنگکی (var. dichotoma) است که توسط پیتر دی‌آماتو در سال ۱۹۹۸ منتشر شد و در سال ۱۹۹۹ به ثبت رسید. دیگری، ژاله‌پوش اژدهای مرداب (Drosera 'Marston Dragon')، توسط آدریان اسلک (Adrian Slack) در سال ۱۹۸۶ منتشر شد و در سال ۲۰۰۱ به ثبت رسید.